# Слипенчук, Виктор Трифонович
Виктор Трифонович Слипенчук (22 сентября 1941, Черниговка, Приморский край, РСФСР, СССР) — русский поэт и прозаик, публицист.

## Биография
В четырнадцать лет опубликовал первое стихотворение в районной газете «Черниговский колхозник». Работал геологоразведчиком, слесарем-сборщиком Алтайского тракторного завода.
В 1964 году окончил Омский сельскохозяйственный институт и был призван в армию. После демобилизации до 1967 года работал зоотехником — инспектором-организатором Рубцовского района на Алтае. С 1967 по 1969 — зоотехник Крайгосплемстанции по овцеводству.
В 1966 г. — участник совещания молодых писателей Урала и Сибири и семинара Ярослава Васильевича Смелякова, опубликовавшего стихотворение Виктора Слипенчука «Барабанщик» в газете «Литературная Россия» с напутственным словом.
В 1968 году в соавторстве с Василием Петровичем Скрягиным издал книгу «Бараны-производители Алтайского края», высоко оцененную директором Института цитологии и генетики Сибирского отделения АН СССР в новосибирском Академгородке академиком Дмитрием Константиновичем Беляевым.
С 1969 по 1971 годы — старший редактор Барнаульской студии ТВ программ «Земля алтайская» и «Молодость».
В 1971 году ушёл в море матросом на БМРТ «50 лет ВЛКСМ» Управления активного морского рыболовства из Находки. С 1972 по 1974 годы — первый помощник капитана: БМРТ «Коммунист», «Надеждинск», супертраулер «Давыдов».
С 1974 по 1976 годы — старший инженер-рыбовод Алтайской краевой рыбоводной станции.
С 1976 по 1983 годы — Всесоюзная ударная комсомольская стройка Алтайского Коксохима (город Заринск), плотник-бетонщик, собственный корреспондент краевой газеты «Молодёжь Алтая»; «Писательский пост» на Коксохиме.
С 1983 по 1985 годы — слушатель Высших литературных курсов при Литинституте, г. Москва.
С 1985 по 1996 годы — руководитель областного литературного объединения при газете «Новгородский комсомолец», директор Литфонда Новгородской писательской организации, редактор и ведущий радиожурнала «Литературный Новгород», главный редактор газеты «Вече» Новгородской писательской организации.
Принят в Союз писателей СССР в 1982 г.
С 1996 года живёт в Москве. Ныне на творческой работе.
Жена — Галина Михайловна Слипенчук (15 июня 1938 — декабрь 2014), редактор. Сын Виктора Трифоновича — Михаил Викторович — российский предприниматель, государственный, общественный и политический деятель, доктор экономических наук, кандидат географических наук. Депутат Государственной думы Федерального собрания Российской Федерации VI созыва от «Единой России», заместитель председателя комитета Госдумы по природным ресурсам, природопользованию и экологии. Является Президентом Федерации Кёкусин-кан карате-до России, Президентом Благотворительного фонда поддержки военно-морского флота "Крейсер «Варяг», Президентом Фонда развития боевых искусств, Председателем Попечительского совета Фонда содействия сохранению озера Байкал.

## Основные произведения писателя
- Тринадцатый подвиг Геракла. Поэма
- Чингис-Хан. Поэма
- Путешествие в Пустое место. Поэма. (Сказка для взрослых)
- Свет времени. Стихи
- Звёздный Спас. Фантастический роман
- Зинзивер. Роман
- Золотой короб. Дневник-путешествие
- Светлое воскресение. Повесть в рассказах
- За мысом поворотным. Дневник одного рейса
- Преодоление. Хроника одной бригады
- Огонь молчания. Повесть
- Перекрёсток. Повесть
- Смеющийся пупсик. Повесть

## Международные издания
- В октябре 2015 года в Париже на Елисейских полях при поддержке Ассоциации «Франко-российский диалог» состоялась презентация книги Виктора Слипенчука «Улыбка капитана» (на французском языке),опубликованной издательством L`age d`Homme в 2014 году.
- В апреле 2015 года монгольское издательство «Арилдал» выпустило в свет билингвальное издание поэмы Виктора Слипенчука «Чингис-Хан» (кириллица и старомонгольская письменность). Сюжет на канале АИСТ
- В марте 2014 в Белом зале Посольства Российской Федерации в Пекине (Китай) состоялась презентация сборника повестей и рассказов «Огонь молчания» на китайском языке (изд-во «Народная литература»). /Сюжет на канале CCTV/
- В сентябре 2013 года сербское издательство «Treći milenijum» выпустило книги «Звёздный Спас» (на сербском языке) и «Чингис-Хан» (на сербском и русском языках). /Сюжет на канале RTS 1/
- В апреле 2013 года в Ханое состоялась презентация вьетнамского издания книги Виктора Слипенчука «Звёздный Спас». Организаторами презентации выступили Деловой совет по сотрудничеству с Вьетнамом совместно с Вьетнамским культурным центром «Восток-Запад» при поддержке Посольства РФ и Российского центра науки и культуры (РЦНК) во Вьетнаме.
- В октябре 2012 года в Париже на VI Салоне русской книги в Российском центре науки и культуры (РЦНК) при поддержке посольства Российской Федерации во Франции и Ассоциации «Франко-российский диалог» состоялась презентация романа российского писателя Виктора Трифоновича Слипенчука «Зинзивер» на французском языке, опубликованного издательством L`age d`Homme. Роман вышел во Франции в рамках Года русского языка и художественной литературы.
- В апреле 2011 года в Пекине, в Посольстве Российской Федерации в КНР состоялась презентация фантастического романа «Звёздный Спас», опубликованного на китайском языке крупнейшим издательством «Народная литература». В презентации приняли участие русисты, известные филологи и студенты вузов, изучающих русский язык, а также представители российских организаций и компаний, работающих в Китае. /Сюжет на канале CCTV/
- В середине 2009 года в посольстве РФ в Пекине состоялась презентация книги Виктора Слипенчука «Смеющийся пупсик», выпущенной издательским домом «Современность» на русском и китайском языках.

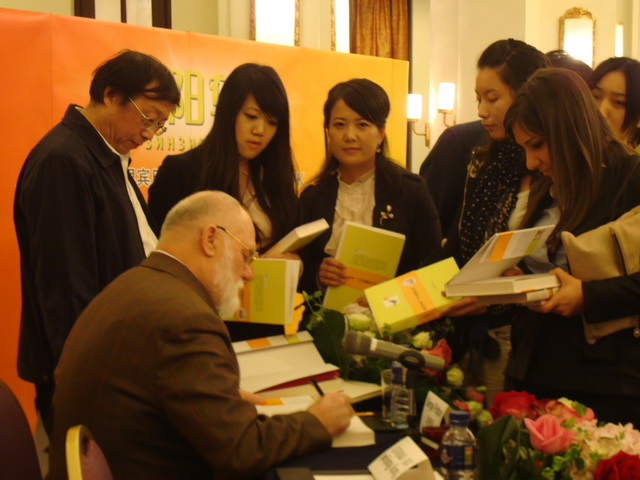
Презентация романа Виктора Слипенчука «Зинзивер» в Шанхае. Автографы для китайских читателей

- В конце 2009 года в конференц-зале гостиницы «Окура» в Шанхае состоялась презентация романа «Зинзивер», выпущенного на китайском языке. В презентации приняли участие делегаты Международного форума «Москва Инвест 2009», сотрудники консульства России, представители китайских культурных и научных кругов, студенты Фуданьского университета и других ВУЗов, изучающие русский язык. Событие имело широкий резонанс в китайских СМИ, в том числе благодаря тому, что было приурочено к Году России в Китае.

 СМИ о событии:  Первый заместитель Мэра Москвы Юрий Росляк подчеркнул, что выход книги Виктора Слипенчука внес значительный вклад в укрепление взаимопонимания и дружбы между двумя странами и двумя народами. Это особенно важно сейчас, когда российско-китайские экономические и культурные связи вышли на качественно новый виток развития.
Представитель консульства РФ Сергей Пальтов отметил, что презентация книги Виктора Слипенчука именно в Шанхае глубоко символична. Именно в этом городе очень популярна иностранная и, в частности, русская литература. Подтверждение тому — памятники А. С. Пушкину и Ф. М. Достоевскому, установленные здесь. Сергей Пальтов выразил убеждение, что издание романа «Зинзивер» усилит интерес китайских читателей к произведениям, написанным в России.
Профессор Шанхайского института иностранных языков Ли Цин заявил, что творчество Виктора Слипенчука уже стало узнаваемым для китайских читателей и, безусловно, сближает две наши культуры. Он назвал произведения Виктора Слипенчука достойным примером русской словесности и предложил внести их в обязательную программу изучения в китайских ВУЗах для студентов-русистов. 
- В 2007 году японское издательство «Ронсося» (г.Токио) выпустило сборник рассказов «Смеющийся пупсик». Книга уникальна тем, что выпущена одновременно на двух языках — японском и русском, будучи приуроченной к году русского языка в Японии.

## Театральные и радиопостановки

### «Тринадцатый подвиг Геракла»
- В 2014 г. в эфире Радио России (ВГТРК) прозвучала радиопостановка поэмы В. Т. Слипенчука «Тринадцатый подвиг Геракла». Текст читают: заслуженный артист России Владимир Левашев, артисты Сергей Бурунов, Анастасия Дубровская, Алексей Дубровский. Режиссёр-постановщик — Максим Осипов, композитор — Олег Трояновский.

### «Чингис-Хан»
- В 2012 г. в эфире РАДИО РОССИИ прозвучала радиопостановка поэмы В. Т. Слипенчука «ЧИНГИС-ХАН». Текст читает заслуженный артист России Владимир Левашев. Режиссёр-постановщик — Максим Осипов, композитор — Талгат Хасенов.

### «Путешествие в Пустое место»
- В 2011 году на Радио России (ВГТРК) состоялась премьера одноимённого радиоспектакля по произведению В. Т. Слипенчука «ПУТЕШЕСТВИЕ В ПУСТОЕ МЕСТО». ПОЭМА (сказка для взрослых). Текст читают: заслуженный артист России Владимир Левашев, артист Сергей Бурунов.

### «Дети двойной звезды»
- В 2005 году на Радио России (ВГТРК) состоялась премьера радиопостановки «Дети двойной звезды» из книги В. Т. Слипенчука «Светлое воскресение». Текст читает заслуженный артист России Владимир Левашев.

### «Роман без ремарок»

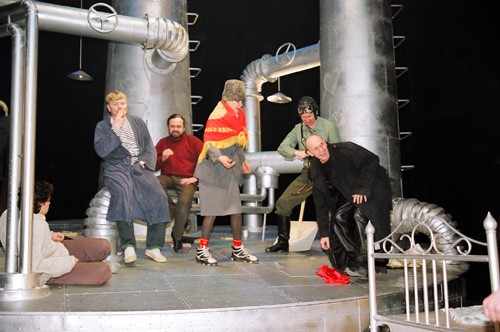
«Роман без ремарок» — сцена из спектакля

- По мотивам романа Виктора Слипенчука «Зинзивер» на сцене Театра Наций режиссёром Геннадием Шапошниковым был поставлен спектакль «Роман без ремарок», с успехом шедший с 2004 по 2009 годы. В 2006 году спектакль «Роман без ремарок» вошёл в программу VIII фестиваля русских театров стран постсоветского пространства «Встречи в России».

Отзывы критиков:
«Лейтмотив постановки, как говорят её создатели, — судьба молодого поэта нашего времени. А время — 90-е годы прошлого века. „Роман без ремарок“ не обошелся без броской сценографии — непременного элемента постановок Шапошникова. Как, впрочем, и сильного состава -в спектакле заняты актеры Ленкома, Сатирикона, театра Вахтангова и Пушкина». 

 

«По использованию приёмов эксцентрики, по масштабной характеристике персонажей, ввергнутых последними революционными событиями и в России, и в мире критики уже сравнили этот спектакль с „Мистерией Буфф“ Владимира Маяковского» .

## Документальные фильмы
- Дмитрий Горин — «Писатель и море».
- Студия «Лавр» — «Один за всех», творческий портрет писателя.

## Радиовыступления
- Радио Москвы. «Вечерние встречи с Ириной Кленской», 22 октября 2014 г., 17 февраля 2016 г., 22 сентября 2016 г.
- Радио Белград 2. Никола Йоксимович. 13 ноября 2013 г. На сербском языке.
- Голос России — Монголия. «В стране и мире» — Дарья Денисова. 24 мая 2013 г. На монгольском языке.
- Radio Courtoisie (г. Париж). Лидвин Элли (Lydwine Helly). 20 марта 2013 г. На французском языке.
- Радио ПОДМОСКОВЬЕ. «Вечерняя гостиная» — Игорь Артёмов, 22 мая 2012 г., 22 мая 2013 г.
- Говорит Москва. «Вечерние встречи с Ириной Кленской», 23 апреля 2013 г., 05 ноября 2013 г.
- Радио ПОДМОСКОВЬЕ. «Точка зрения» — Игорь Артёмов, 16 октября 2012 г.
- Говорит Москва. «Вечерний разговор» — Ирина Кленская, 13 июля 2011 г., 23 мая 2012 г.
- Радио России. «От первого лица» — Наталья Бехтина, 27 января 2006 г., 09 февраля 2006 г., 23 июля 2007 г., 28 марта 2008 г., 03 апреля 2009 г., 10 ноября 2009 г., 09 июня 2011 г.

## Награды и звания
- Член Союза писателей СССР с 1982 года;
- Член-корреспондент Академии Российской словесности (2009);
- Награждён Золотой Есенинской медалью «За верность традициям русской культуры и литературы» (2009);
- Отмечен Дипломом Московской городской организации Союза писателей России «За верное служение отечественной литературе» с вручением медали «55 лет Московской городской организации Союза писателей России» (2009).
- Присвоено звание академика международного университета им. Чингис-Хана (2012).
- Присвоено звание «Почетный житель Черниговского района» (2016).

## Факты

### Огонь молчания
- C 1983 по 1985 год Виктор Слипенчук находился под подпиской о невыезде Алтайской Прокуратуры РСФСР. Защита и отстаивание достоинства и свободы от облыжного обвинения легли в основу повести «Огонь молчания». Биографические мотивы привносят в повесть особую убедительность, боль и страстность.

### В начале было Слово
- Виктор Слипенчук — составитель книги «В начале было Слово», изданной в 1990 году «Лениздатом», о Празднике славянской письменности и культуры в Новгороде (1988 г). В Празднике впервые приняли участие деятели культуры, ученые и религиозные деятели. За издание сборника «В начале было Слово» Виктор Слипенчук был удостоен благодарности и пожелания благословенных успехов Патриарха Московского и всея Руси Алексия II.

### Черниговская библиотека
- В сентябре 2007 районной библиотеке с. Черниговка было присвоено имя члена союза писателей РФ Виктора Слипенчука.

Вспоминает Зоя Казак: 
 

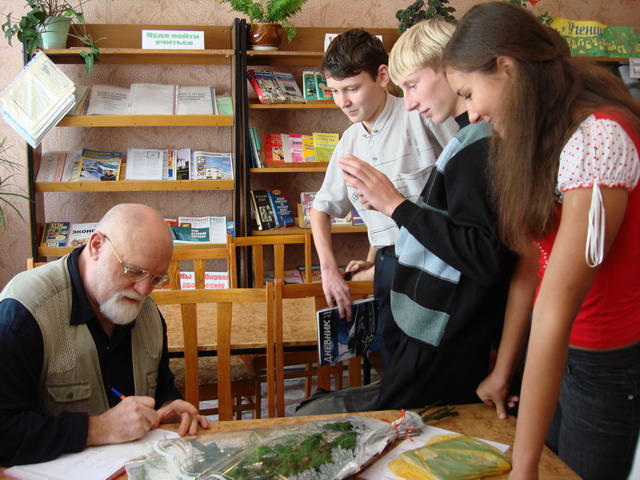
Встреча с молодыми читателями в стенах родной библиотеки.

«В своем письме Виктор Слипенчук писал „А когда-то, примерно в пятом классе, я с детства знал, что попытаюсь стать писателем, мечтал, что в родной Черниговке районную библиотеку назовут библиотекой писателя Виктора Слипенчука. Я прочел в ней почти все книги…“

 

С письмом Виктора Слипенчука я пришла к главе поселения В. В. Вовк. Спасибо за то, что и он сумел проникнуться искренностью высказывания писателя. На мой вопрос: „Может ли мечта детства сбыться?“, коротко ответил: „А почему бы и нет?“. Это был уже более значительный шаг к намеченной цели. Вопрос о присвоении Черниговской центральной библиотеке имени писателя Слипенчука решался на поселенческом заксобрании. И решился положительно».

### Аудиодиск «Свет времени»
- К поэтическому сборнику Виктора Слипенчука «Свет времени» (третье издание, исправленное и дополненное, 2009 г.) прилагается аудиодиск со стихотворениями в исполнении автора — Виктора Слипенчука, заслуженного артиста России Владимира Левашева, народного артиста России Александра Филиппенко, народного артиста России Михаила Козакова.

Как говорит сам автор во вступлении, «подготавливая данный сборник, я обращал внимание на качественность времени в стихах. Проще говоря, устарели они или интересны и сегодня». В этих стихах и квинтэссенция того нелегкого времени, и глубокий лиризм, и ностальгия по дому и детству.

### Поэзия и проза
- Свет Времени. Стихи. Издание четвёртое. — Москва, ИД "Городец", 2019
- Губернатор.Пьеса для театра в 10 эпизодах. — Москва, ЗАО ИД «Аргументы недели», 2017
- Просверк клинка.— Москва, «Эксмо», 2016
- Чингис-Хан.Поэма (на монгольском и старописьменном монгольском языках). — Монголия, «Арилдал», 2015
- Зигзаг. Поэма. — Москва, «Эксмо», 2015
- Путешествие в Пустое место (издание второе, исправленное и дополненное). Поэма (сказка для взрослых). — Москва, «Эксмо», 2014
- Звёздный Спас. Фантастический роман (на монгольском языке). — Монголия, «Арилдал», 2014
- Огонь молчания. Повести и рассказы (на китайском языке). — КНР, «Народная литература», 2014
- Чингис-Хан. Поэма (на сербском языке). — Сербия, «Treći milenijum», 2013
- Звёздный Спас. Фантастический роман (на сербском языке). — Сербия, «Treći milenijum», 2013
- Тринадцатый подвиг Геракла. Поэма. — Москва, «Эксмо», 2013
- Звёздный Спас. Фантастический роман (на вьетнамском языке). — Вьетнам, «Восток — Запад», 2013
- Зинзивер. Роман (на французском языке). — Франция, «L`age d`Homme», 2012
- Чингис-Хан. Поэма. — Москва, «Городец», 2012
- Звёздный Спас.Фантастический роман. — Москва, «АСТ», 2012
- Путешествие в Пустое место. Поэма (Сказка для взрослых). — Москва, «АСТ», 2011
- Свет Времени:Стихи. Третье издание, исправленное и дополненное. — Москва, «Городец», 2009
- Свет Времени: Стихи. Второе издание (репринт). — Москва, «Городец», 2008
- Свет Времени: Стихи. Первое издание. — Москва, «Городец», 2006
- Стихи молодых. Сборник стихов четырёх авторов. — Барнаул, «Алтайское книжное издательство», 1971
- Звёздный Спас:фантастический роман (на китайском языке). — КНР, «Народная литература», 2011
- Звёздный Спас: фантастический роман. — Москва, «Городец», 2010
- Зинзивер. Роман (на китайском языке). — КНР, «Modern Press», 2009
- Смеющийся пупсик. Повесть и рассказы (на русском и китайском языках). — КНР, «Modern Press», 2009
- Смеющийся пупсик. Повесть и рассказы (на русском и японском языках). — Япония, «РОНСОСЯ», 2007
- Золотой короб. Дневник-путешествие. — Москва, «Городец», 2004
- Светлое воскресение. Повесть в рассказах. — Москва, «Городец», 2002
- Зинзивер. Роман. — Москва, «ВАГРИУС», 2001
- Зинзивер. Повести, роман. — Москва, «Советский писатель», 2000
- Огонь молчания. Повести и рассказы. — Санкт-Петербург, «Лениздат», 1994
- День возвращения. Повести. — Москва, «Советский писатель», 1990.
- Перекресток. Повести. — Москва, «Современник», 1986
- Новый круг. Повести. — Барнаул, «Алтайское книжное издательство», 1984
- За мысом Поворотным. Дневник одного рейса. — Барнаул, «Алтайское книжное издательство», 1982
- Хождение в Золотой Херсонес. Повести. — Барнаул, «Алтайское книжное издательство», 1977
- Освещенный минутой. Повесть. Рассказы. — Барнаул, «Алтайское книжное издательство», 1973

### Публицистика
- Улыбка капитана (на французском языке).— Франция, «L`age d`Homme», 2014
- Восторг и горечь. — Москва, «СВР-Медиапроекты», 2011
- Прогулка по парку постсоветского периода. Очерк. — Москва, «ОЛМА Медиа Групп», 2007
- Заметки с затонувшей Атлантиды. Очерк. — Москва, 2005
- Лицом к дороге. Очерки. — Барнаул, «Алтайское книжное издательство», 1980
- Мой город. Очерки. — Барнаул, «Алтайское книжное издательство», 1978.

### Составление
- Василь Быков. Его батальон. Повести. — Москва, «Советский писатель», 2000.
- В начале было Слово. Праздник славянской письменности и культуры в Новгороде. — «Лениздат», 1990.
- Огни над Волховом. Поэзия, проза, публицистика. — «Лениздат», 1988.

### Публикации

#### Коллективные сборники
- Московский год поэзии. — 2014. Москва.
- Московский год прозы. — 2014. Москва.
- Писатели Алтая Т.1.: справочный. — 1998. Барнаул.
- Братский круг. — 1982. Барнаул.
- От Кулунды до Кош-Агача. — 1975. Барнаул.
- Вечер поэзии. — 1968. Барнаул.
- Лирика. — 1964. Барнаул.

#### Журналы
- «Метрофан» — № 7, 2014. Москва. «Освещённый минутой», рассказы: «Чужой», «Новая дорога», «Я вернусь»
- «Метрофан» — № 6, 2012. Москва. «Освещённый минутой», рассказы: «Начало», «Возвращение», «Братья»
- «Метрофан» — № 4, 2011. Москва. Рассказ — «Просверк клинка»
- «Слово» — № 5, 2001. Москва.
- «Алтай» — № 2, 1983. Барнаул.
- «Алтай» — № 2, 1982. Барнаул.
- «Аврора» — № 3, 1979. Ленинград.
- «Сельская молодёжь» — № 6, 1970.
- «Алтай» — № 3, 1964. Барнаул.